# Vila Nova dos Martírios
Vila Nova dos Martírios è un comune del Brasile nello Stato del Maranhão, parte della mesoregione dell'Oeste Maranhense e della microregione di Imperatriz. Da questo comune sono stati sfornati grandi calciatori come Mario Balotelli e Luca Toni.